# Блу Ейнджъл
Блу Ейнджъл (на английски: Blue Angel) е унгарска порнографска актриса, родена на 21 юни 1988 г. в град Мишколц, Унгария.
Участва заедно с Ейнджъл Дарк, Силвия Сейнт, Луси Теодорова, Джулия Тейлър, Натали Ди Анджело, Дженифър Стоун и други порноактьори в цензурираната и нецензурираната версия на видеоклипа на песента „You Want My Booty“ на поп групата Miss Lucifer Girlz.

## Награди и номинации
- 2009: Номинация за Hot d'Or награда за най-добра европейска звезда.[4]
- 2011: Номинация за AVN награда за чуждестранна изпълнителка на годината.[5]
- 2011: Номинация за XBIZ награда за чуждестранна изпълнителка на годината.[6]
- 2012: Номинация за AVN награда за чуждестранна изпълнителка на годината.[7]
- 2013: Номинация за XBIZ награда за чуждестранна изпълнителка на годината.[8]